# Matériel roulant du métro de Rennes
Vous lisez un « bon article » labellisé en 2025.  Il fait partie d'un « bon thème » labellisé en 2025.
Pour un article plus général, voir Métro de Rennes.
Le matériel roulant du métro de Rennes est l'ensemble des rames en circulation sur le réseau de Rennes. Il se compose depuis septembre 2022 de 55 rames : 30 rames VAL 208 pour la ligne A et 25 rames Cityval pour la ligne B.
Les choix techniques en matière de gabarit ou de système de guidage font que les rames sont propres à chaque ligne, bien que partageant des caractéristiques communes : fonctionnement automatique, roulement sur pneumatiques, captage du courant par rails latéraux et composition à deux voitures.
Si la ligne B possède le même nombre de rames depuis son ouverture, la ligne A est passée de 16 rames en 2002 à 30 rames dix ans plus tard pour faire face à la hausse de la fréquentation.

## Présentation
Le choix du matériel roulant est intimement lié à celui des technologies choisies pour chaque ligne, les deux matériels sont incompatibles (gabarit, écartement des pistes de roulement, etc.).
Pour la ligne A, le choix du véhicule automatique léger (VAL) s'accompagne de celui de rames à deux caisses de 26,14 m de long. Si lors des présentations au public de maquettes ou d'éléments, ce sont des VAL 206 du métro de Lille qui ont été utilisés, c'est bien son successeur le VAL 208 qui a été mis en service,,.
Pour la ligne B, le choix du Neoval s'accompagne de rames à deux caisses de 22,4 m de long. C'est le modèle destiné aux métros urbains, le Cityval, qui est retenu.
La livrée à base de bandes bleu roi linéaire et vert émeraude en dégradé sur fond blanc est due en partie à Roger Tallon qui suggère la seconde couleur en clin d'œil à la Côte d'Émeraude aux élus ; cette livrée ainsi que le nouveau logo du STAR (ajoutant le jaune citron aux deux autres) a été déployée dès juin 1998 sur les bus,,.
| Caractéristiques                | VAL 208                                                                                | Cityval                                         |
| ------------------------------- | -------------------------------------------------------------------------------------- | ----------------------------------------------- |
| Longueur                        | 26,14 m                                                                                | 22,4 m                                          |
| Largeur                         | 2,08 m                                                                                 | 2,65 m                                          |
| Poids à vide                    | 29 tonnes                                                                              | 33 tonnes                                       |
| Capacité                        | 170 dont 24 places assises                                                             | 179 dont 26 places assises                      |
| Entraxe des pistes de roulement | 1 620 mm                                                                               | 2 080 mm                                        |
| Vitesse commerciale             | 32 km/h                                                                                | 36 km/h                                         |
| Rallongement                    | Exploitation en unité multiple possible, si rallongement préalable des stations à 52 m | Passage à 33,6 m de long et 3 voitures possible |

## Matériel roulant

### VAL 208

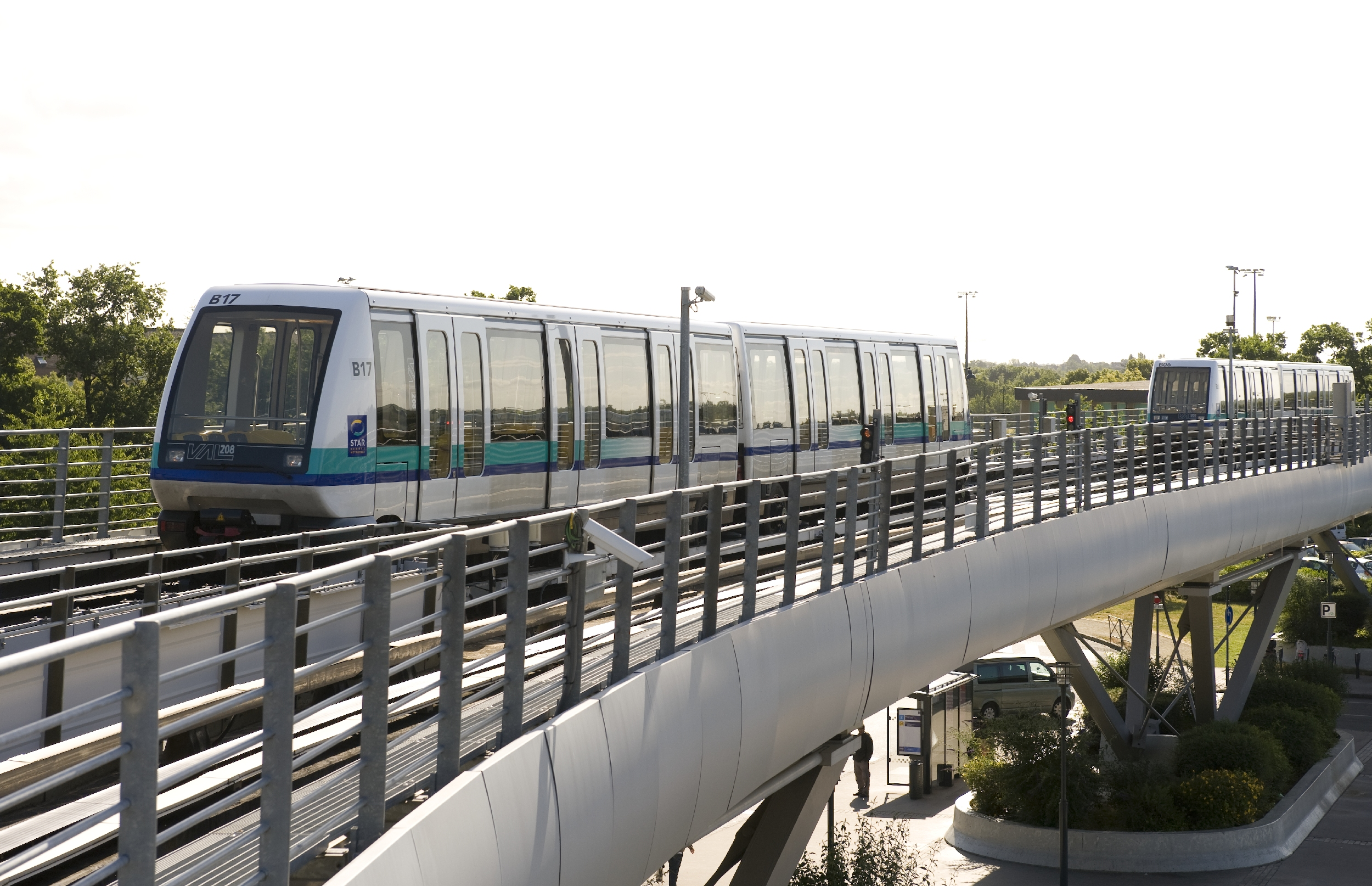
Plusieurs rames VAL 208 remisées au terminus La Poterie.

Le parc de rames de la ligne A est constitué de 30 rames sur pneumatiques de type VAL 208, chacune composée de deux voitures non séparables et dans lesquelles l'intercirculation n'est pas possible.
Chaque train a un poids de 28 tonnes, une longueur de 26,14 mètres et une largeur de 2,08 mètres. Les voitures sont toutes sonorisées pour des annonces d'entrée en station et un système de surveillance vidéo piloté par le poste de commande centralisée de Chantepie.
À l'ouverture de la ligne en 2002, le parc était constitué de 16 rames. La fréquentation de la ligne A ayant très vite dépassé les prévisions, Rennes Métropole a commandé dès la fin 2003 8 rames VAL 208 NG (Nouvelle génération) qui ont été livrées à l'été 2006. Ces rames supplémentaires se différencient visuellement des premières grâce aux barres de maintien situées au centre de la rame : verticales, s'étirant du sol au plafond dans les nouvelles rames, ou en forme de lyre, s'arrêtant mi-hauteur dans les anciennes,.
Le conseil de Rennes Métropole a voté le 20 mai 2010 la commande de 6 rames VAL 208 NG2 pour porter le parc à 30 rames dont 26 en circulation,. L'objectif est de faire face à l'augmentation de la fréquentation en diminuant les intervalles aux heures de pointe (de 100 à 80 secondes). Ces nouvelles rames furent livrées à partir début juin 2012 pour une mise en service étalée entre juillet et octobre 2012,.
Entre 2021 et 2025, les 16 rames d'origine reçoivent une rénovation de mi-vie dans les ateliers de Safra SA à Albi, : changement des sols, des éclairages, des mécanismes des portes et rénovation des caisses. La rénovation de la première rame prend deux mois puis cinq semaines pour les autres, à raison d'une rame à la fois. Ce chantier leur permettra de rouler dix ans et 1,5 million de kilomètres de plus, leur permettant de rouler jusqu'en 2040 et jusqu'à 4 millions de kilomètres.
Chaque rame comporte six portes d'accès par face latérale (trois par voiture) et offrait à l'origine un maximum de 158 places (108 debout et 50 assises), puis 170 places (146 debout et 24 assises) à la suite d'un réagencement intérieur des rames par installation de strapontins et d'espaces pour les fauteuils roulant dans la partie centrale de chaque voiture, les six rames reçues en 2012 ont été livrées avec cet aménagement tandis que les 24 autres ont été modifiées entre novembre 2012 et janvier 2013,,.
Dans le cadre du projet national des « Villes à taille d'enfants », six rames sont équipées pour quelques semaines de postes de conduite factices en bois ; ces postes sont posés sur les coffrets aux extrémités des rames — qui abritent le véritable poste de conduite manuelle à vue, utilisé en dépannage — comme jouets pour enfants. Installés pour la première fois en octobre 2022, l'opération est reconduite en février 2023.
| Modèles     | Rames   | Mise en service |
| ----------- | ------- | --------------- |
| VAL 208     | 01 à 16 | 2002            |
| VAL 208 NG  | 17 à 24 | 2006            |
| VAL 208 NG2 | 25 à 30 | 2012            |

### Cityval

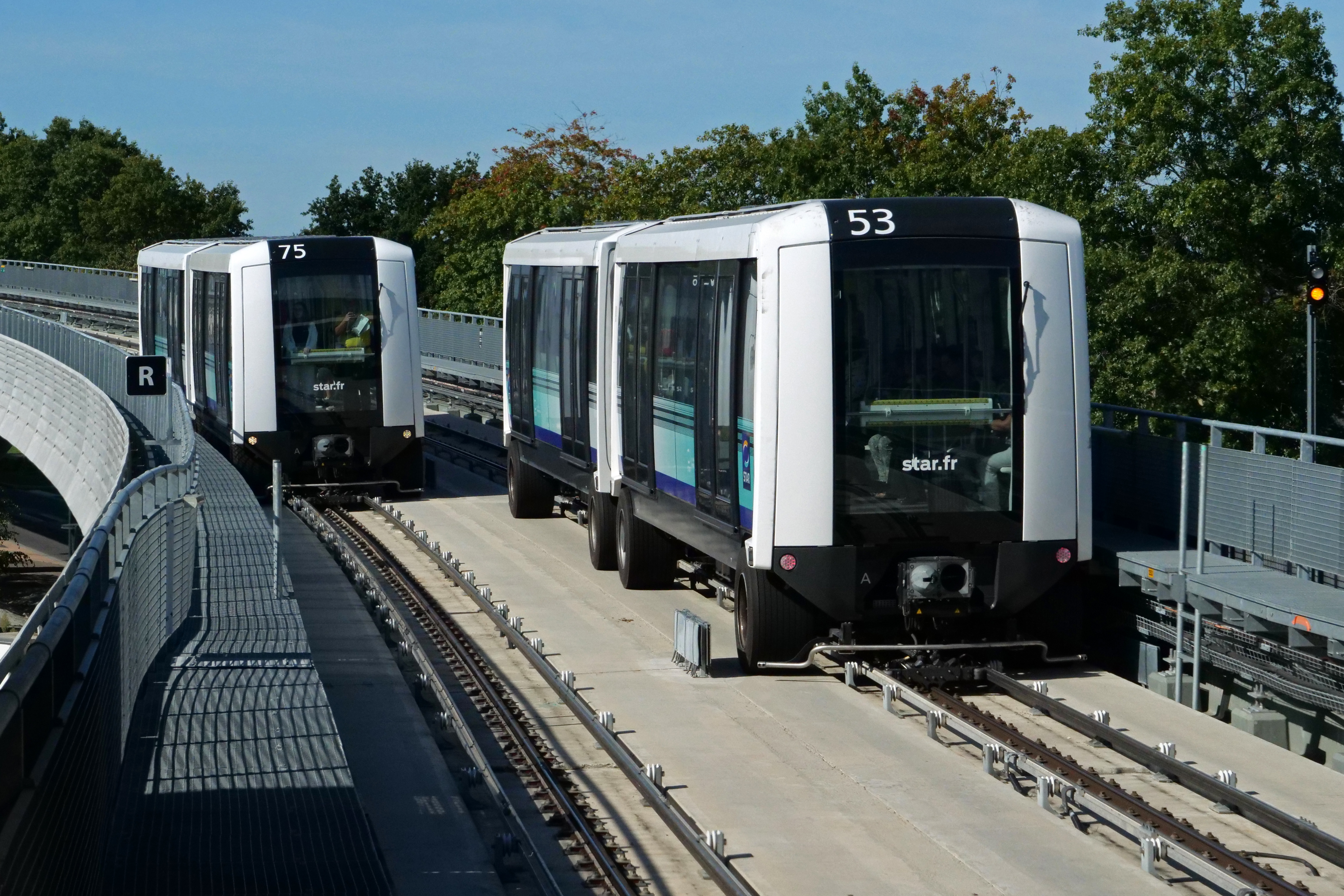
Deux rames Cityval.

Pour la ligne B, le parc de rames est constitué de 25 rames sur pneumatiques de type Cityval, une innovation mondiale incompatible avec celui de la ligne A. Chaque rame, longue de 22,4 mètres, est composée de deux voitures reliées entre elles par un soufflet rendant l'intercirculation possible. Chaque voiture a une longueur de 11,2 mètres, soit une rame de 22,4 mètres, et une largeur de 2,65 mètres, un gabarit comparable aux rames du métro de Marseille (2,60 mètres) et à titre de comparaison supérieur à celui du métro de Paris : 2,40 mètres, et nettement supérieur aux 2,08 mètres du VAL 208 de la ligne A. Les voitures possèdent cependant deux portes au lieu de trois. En exploitation commerciale, jusqu'à 22 rames sont utilisées.
Les rames sont équipées de la ventilation mais pas de la climatisation, jugée inutile en raison du faible linéaire aérien et des temps de parcours qui restent limités. L'agence RCP Design Global a réalisé le design extérieur et intérieur des rames. Les rames sont équipées du Wi-Fi et d'écran d'informations dynamiques pour les voyageurs.
La première rame est livrée en juin 2017 et est numérotée 51. La seconde rame est arrivée fin septembre, la troisième fin novembre,. La 4e rame est livrée en septembre 2018, puis les autres arrivèrent à un rythme d'environ une rame toutes les deux semaines. Début 2019, six rames ont été livrées.
Si les Cityval sont livrés avec deux voitures (configuration dite « en doublet ») il sera possible, suivant les pics de fréquentation, d'ajouter une voiture intermédiaire (configuration « en triplet ») permettant de passer d'environ 4 000 et 9 000 voyageurs par heure et par sens à environ 15 000 voyageurs par heure et par sens. 
Toutefois, l'ajout de cette 3e caisse est lié aux projets d'extension abandonnés en 2019 au profit du projet « trambus » et à celui du projet d'urbanisme Viasilva, largement revu à la baisse en 2020, provoquant même le report sine die de la ligne de « trambus » qui devait remplacer le métro,.
| Modèles | Rames   | Mise en service |
| ------- | ------- | --------------- |
| Cityval | 51 à 75 | 2022            |

### Entretien du matériel
Les rames sont entretenues, remisées et nettoyées dans les garages-ateliers (GAT) propres à chaque ligne, à Chantepie pour la ligne A et à Saint-Jacques-de-la-Lande pour la ligne B.
La maintenance préventive permet d'augmenter la durée de vie du matériel, jusqu'à 10 ans de plus : ainsi, pour les VAL 208 de tels travaux sont menés tous les 25 000, 100 000 et 800 000 km.
Les rames sont plus régulièrement envoyé aux ateliers en été, les fortes chaleurs entrainant un nombre de pannes plus important sur les freins ou les portes.

## État de parc

### Identification
Chaque voiture composant une rame est identifiée au moyen d'une lettre (A et B) suivie du numéro d'identification de la rame, : la rame no 01 est composée par exemple des voitures A01 et B01.
La voiture A est toujours orientée vers l'est, du côté du garage-atelier de Chantepie où se situe le poste de commande centralisé (PCC) du réseau. De ce fait, sur la ligne B c'est la voiture B qui est orientée du côté du garage-atelier qui est situé géographiquement à l'opposé de celui de la première ligne,.
Concernant le VAL 208, ce schéma diffère de celui des réseaux de Lille et Toulouse, hérité des VAL 206, où les voitures sont nommées H (pour « Hacheur », voiture où se situe le poste électrique) et P (pour « Pilote » ou « Pupitre », voiture où se situe l'électronique et l'automatisme).
L'éventuel ajout d'une troisième caisse aux rames Cityval se ferait par l'ajout d'une voiture intermédiaire nommée C, ce qui donnerait une composition A+C+B.

### Liste détaillée
Au 5 janvier 2025, le parc est constitué de 55 éléments : 30 pour la ligne A et 25 sur la ligne B.
Les dates de mise en service données dans le tableau ci-dessous se réfèrent aux données communiquées par l'exploitant et peuvent être différentes des dates de mise en service commerciale des lignes.
| No | Modèle      | Composition | Mise en service   | Radiation | Ligne                                                               | Particularité                                                                            |
| -- | ----------- | ----------- | ----------------- | --------- | ------------------------------------------------------------------- | ---------------------------------------------------------------------------------------- |
| 01 | VAL 208     | A01—B01     | 16 mars 2002      | /         | (Logo du métro de Rennes) · (Logo de la ligne A du métro de Rennes) | -                                                                                        |
| 02 | VAL 208     | A02—B02     | 16 mars 2002      | /         | (Logo du métro de Rennes) · (Logo de la ligne A du métro de Rennes) | -                                                                                        |
| 03 | VAL 208     | A03—B03     | 16 mars 2002      | /         | (Logo du métro de Rennes) · (Logo de la ligne A du métro de Rennes) | -                                                                                        |
| 04 | VAL 208     | A04—B04     | 16 mars 2002      | /         | (Logo du métro de Rennes) · (Logo de la ligne A du métro de Rennes) | -                                                                                        |
| 05 | VAL 208     | A05—B05     | 16 mars 2002      | /         | (Logo du métro de Rennes) · (Logo de la ligne A du métro de Rennes) | -                                                                                        |
| 06 | VAL 208     | A06—B06     | 16 mars 2002      | /         | (Logo du métro de Rennes) · (Logo de la ligne A du métro de Rennes) | -                                                                                        |
| 07 | VAL 208     | A07—B07     | 16 mars 2002      | /         | (Logo du métro de Rennes) · (Logo de la ligne A du métro de Rennes) | -                                                                                        |
| 08 | VAL 208     | A08—B08     | 16 mars 2002      | /         | (Logo du métro de Rennes) · (Logo de la ligne A du métro de Rennes) | -                                                                                        |
| 09 | VAL 208     | A09—B09     | 16 mars 2002      | /         | (Logo du métro de Rennes) · (Logo de la ligne A du métro de Rennes) | Rame livrée en premier à Turin en vue d'y être temporairement exposée.                   |
| 10 | VAL 208     | A10—B10     | 16 mars 2002      | /         | (Logo du métro de Rennes) · (Logo de la ligne A du métro de Rennes) | -                                                                                        |
| 11 | VAL 208     | A11—B11     | 16 mars 2002      | /         | (Logo du métro de Rennes) · (Logo de la ligne A du métro de Rennes) | -                                                                                        |
| 12 | VAL 208     | A12—B12     | 16 mars 2002      | /         | (Logo du métro de Rennes) · (Logo de la ligne A du métro de Rennes) | -                                                                                        |
| 13 | VAL 208     | A13—B13     | 16 mars 2002      | /         | (Logo du métro de Rennes) · (Logo de la ligne A du métro de Rennes) | -                                                                                        |
| 14 | VAL 208     | A14—B14     | 16 mars 2002      | /         | (Logo du métro de Rennes) · (Logo de la ligne A du métro de Rennes) | -                                                                                        |
| 15 | VAL 208     | A15—B15     | 16 mars 2002      | /         | (Logo du métro de Rennes) · (Logo de la ligne A du métro de Rennes) | -                                                                                        |
| 16 | VAL 208     | A16—B16     | 16 mars 2002      | /         | (Logo du métro de Rennes) · (Logo de la ligne A du métro de Rennes) | -                                                                                        |
| 17 | VAL 208 NG  | A17—B17     | 27 septembre 2006 | /         | (Logo du métro de Rennes) · (Logo de la ligne A du métro de Rennes) | -                                                                                        |
| 18 | VAL 208 NG  | A18—B18     | 27 septembre 2006 | /         | (Logo du métro de Rennes) · (Logo de la ligne A du métro de Rennes) | L'une des rames les plus kilométrées en 2025, plus 800 000 km depuis sa mise en service. |
| 19 | VAL 208 NG  | A19—B19     | 27 septembre 2006 | /         | (Logo du métro de Rennes) · (Logo de la ligne A du métro de Rennes) | -                                                                                        |
| 20 | VAL 208 NG  | A20—B20     | 27 septembre 2006 | /         | (Logo du métro de Rennes) · (Logo de la ligne A du métro de Rennes) | -                                                                                        |
| 21 | VAL 208 NG  | A21—B21     | 27 septembre 2006 | /         | (Logo du métro de Rennes) · (Logo de la ligne A du métro de Rennes) | -                                                                                        |
| 22 | VAL 208 NG  | A22—B22     | 27 septembre 2006 | /         | (Logo du métro de Rennes) · (Logo de la ligne A du métro de Rennes) | -                                                                                        |
| 23 | VAL 208 NG  | A23—B23     | 27 septembre 2006 | /         | (Logo du métro de Rennes) · (Logo de la ligne A du métro de Rennes) | -                                                                                        |
| 24 | VAL 208 NG  | A24—B24     | 27 septembre 2006 | /         | (Logo du métro de Rennes) · (Logo de la ligne A du métro de Rennes) | -                                                                                        |
| 25 | VAL 208 NG2 | A25—B25     | 1er mai 2012      | /         | (Logo du métro de Rennes) · (Logo de la ligne A du métro de Rennes) | Première rame reçue avec le nouvel aménagement intérieur.                                |
| 26 | VAL 208 NG2 | A26—B26     | 1er mai 2012      | /         | (Logo du métro de Rennes) · (Logo de la ligne A du métro de Rennes) | -                                                                                        |
| 27 | VAL 208 NG2 | A27—B27     | 1er mai 2012      | /         | (Logo du métro de Rennes) · (Logo de la ligne A du métro de Rennes) | -                                                                                        |
| 28 | VAL 208 NG2 | A28—B28     | 1er mai 2012      | /         | (Logo du métro de Rennes) · (Logo de la ligne A du métro de Rennes) | -                                                                                        |
| 29 | VAL 208 NG2 | A29—B29     | 1er mai 2012      | /         | (Logo du métro de Rennes) · (Logo de la ligne A du métro de Rennes) | -                                                                                        |
| 30 | VAL 208 NG2 | A30—B30     | 1er mai 2012      | /         | (Logo du métro de Rennes) · (Logo de la ligne A du métro de Rennes) | -                                                                                        |
| 51 | Cityval     | A51—B51     | 4 mars 2022       | /         | (Logo du métro de Rennes) · (Logo de la ligne B du métro de Rennes) | -                                                                                        |
| 52 | Cityval     | A52—B52     | 4 mars 2022       | /         | (Logo du métro de Rennes) · (Logo de la ligne B du métro de Rennes) | -                                                                                        |
| 53 | Cityval     | A53—B53     | 4 mars 2022       | /         | (Logo du métro de Rennes) · (Logo de la ligne B du métro de Rennes) | -                                                                                        |
| 54 | Cityval     | A54—B54     | 4 mars 2022       | /         | (Logo du métro de Rennes) · (Logo de la ligne B du métro de Rennes) | -                                                                                        |
| 55 | Cityval     | A55—B55     | 4 mars 2022       | /         | (Logo du métro de Rennes) · (Logo de la ligne B du métro de Rennes) | Rame exposée au salon InnoTrans de Berlin en 2018.                                       |
| 56 | Cityval     | A56—B56     | 4 mars 2022       | /         | (Logo du métro de Rennes) · (Logo de la ligne B du métro de Rennes) | Rame impliquée dans l'incendie et l'interruption de 2023                                 |
| 57 | Cityval     | A57—B57     | 4 mars 2022       | /         | (Logo du métro de Rennes) · (Logo de la ligne B du métro de Rennes) | -                                                                                        |
| 58 | Cityval     | A58—B58     | 4 mars 2022       | /         | (Logo du métro de Rennes) · (Logo de la ligne B du métro de Rennes) | -                                                                                        |
| 59 | Cityval     | A59—B59     | 4 mars 2022       | /         | (Logo du métro de Rennes) · (Logo de la ligne B du métro de Rennes) | -                                                                                        |
| 60 | Cityval     | A60—B60     | 4 mars 2022       | /         | (Logo du métro de Rennes) · (Logo de la ligne B du métro de Rennes) | -                                                                                        |
| 61 | Cityval     | A61—B61     | 4 mars 2022       | /         | (Logo du métro de Rennes) · (Logo de la ligne B du métro de Rennes) | -                                                                                        |
| 62 | Cityval     | A62—B62     | 4 mars 2022       | /         | (Logo du métro de Rennes) · (Logo de la ligne B du métro de Rennes) | -                                                                                        |
| 63 | Cityval     | A63—B63     | 4 mars 2022       | /         | (Logo du métro de Rennes) · (Logo de la ligne B du métro de Rennes) | -                                                                                        |
| 64 | Cityval     | A64—B64     | 4 mars 2022       | /         | (Logo du métro de Rennes) · (Logo de la ligne B du métro de Rennes) | -                                                                                        |
| 65 | Cityval     | A65—B65     | 4 mars 2022       | /         | (Logo du métro de Rennes) · (Logo de la ligne B du métro de Rennes) | -                                                                                        |
| 66 | Cityval     | A66—B66     | 4 mars 2022       | /         | (Logo du métro de Rennes) · (Logo de la ligne B du métro de Rennes) | Rame à l'origine de la longue interruption de 2024                                       |
| 67 | Cityval     | A67—B67     | 4 mars 2022       | /         | (Logo du métro de Rennes) · (Logo de la ligne B du métro de Rennes) | Rame exposée lors des 27e rencontres nationales du transport public à Nantes en 2019     |
| 68 | Cityval     | A68—B68     | 4 mars 2022       | /         | (Logo du métro de Rennes) · (Logo de la ligne B du métro de Rennes) | -                                                                                        |
| 69 | Cityval     | A69—B69     | 4 mars 2022       | /         | (Logo du métro de Rennes) · (Logo de la ligne B du métro de Rennes) | -                                                                                        |
| 70 | Cityval     | A70—B70     | 4 mars 2022       | /         | (Logo du métro de Rennes) · (Logo de la ligne B du métro de Rennes) | -                                                                                        |
| 71 | Cityval     | A71—B71     | 4 mars 2022       | /         | (Logo du métro de Rennes) · (Logo de la ligne B du métro de Rennes) | -                                                                                        |
| 72 | Cityval     | A72—B72     | 4 mars 2022       | /         | (Logo du métro de Rennes) · (Logo de la ligne B du métro de Rennes) | -                                                                                        |
| 73 | Cityval     | A73—B73     | 4 mars 2022       | /         | (Logo du métro de Rennes) · (Logo de la ligne B du métro de Rennes) | -                                                                                        |
| 74 | Cityval     | A74—B74     | 4 mars 2022       | /         | (Logo du métro de Rennes) · (Logo de la ligne B du métro de Rennes) | -                                                                                        |
| 75 | Cityval     | A75—B75     | 4 mars 2022       | /         | (Logo du métro de Rennes) · (Logo de la ligne B du métro de Rennes) | -                                                                                        |

## Futur
En lien avec l'augmentation de la capacité de la ligne A, sept rames VAL 208 NG3 (initialement six) ont été commandées en 2021 et seront livrées entre mars 2026 et l'été 2026 pour renforcer le parc de la ligne qui passera ainsi de 30 à 37 rames,,,,.
Ces nouvelles rames bénéficieront d'un aménagement intérieur revu avec la suppression de strapontins pour gagner en capacité, modification qui sera appliquée ultérieurement aux rames existantes et avec une meilleure prise en compte des personnes handicapées.